# سارای ملک خانم
سارای ملک (۱۳۴۳ تا ۱۴۰۶ میلادی)، شهبانوی اعظم امپراتوری تیموری و همسر ارشد تیمور لنگ، بنیان‌گذار حکومت تیموریان بود.
هنگام تولد، او یکی از شاهدخت های مغولستان و خانات جغتای، و دختر قازان‌خان بن یَسَئور، نواده‌ چنگیزخان بود.

## خانواده و نسب
پدربزرگ سارای، یَسَئور و پدرش قازان بود. به دلیل این که او دختر یک خان‌ از نوادگان چنگیز بود به او خانوم (دختر خان یا شاهدخت) می‌گفتند. او از خاندان بورجیگین بود.

## ازدواج با تیمور

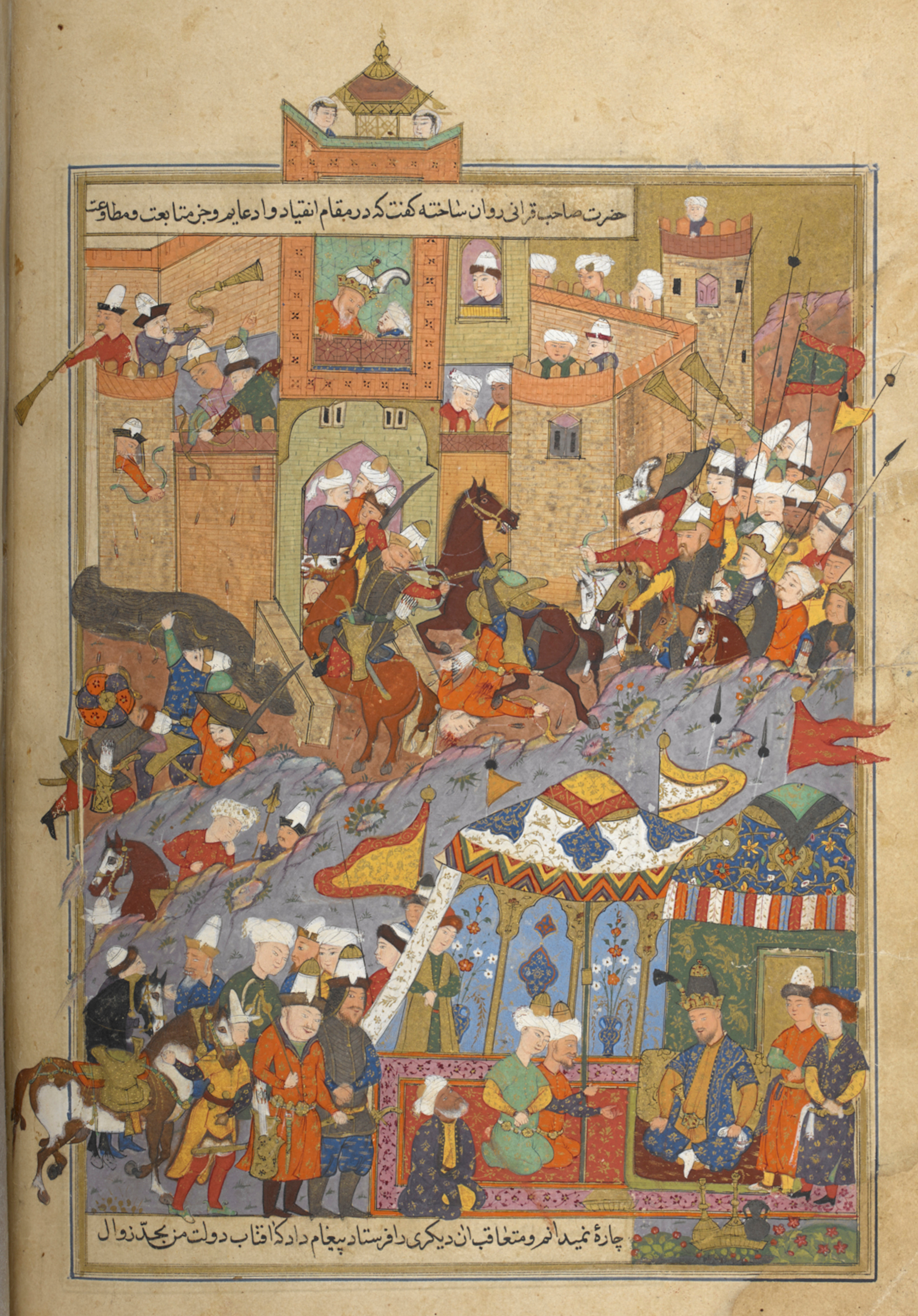
حمله فرمانده تیمور در محاصره بلخ (۱۳۷۰)

سارای پیش از تیمور، همسری به نام امیرحسین داشت که برادرِ همسر تیمور بود. پس از مرگ امیرحسین، طبق رسوم تاتارها، تیمور با او ازدواج کرد. علت لقب‌گذاری گورکان بر روی تیمور نیز سارای بوده است. زیرا که تیمور با یکی از نوادگان چنگیز ازدواج کرد و داماد چنگیز شد به او لقب گورکان (داماد) دادند.

### فرزند(ان)
او هیچ فرزندی از دو شوهرش نداشت.